# Оропом (народ)
Оропом — исконные обитатели большой части области Карамоджа в Уганде и, вероятно, района Туркана в Кении. Их потомки были в значительной степени ассимилированы пришедшими позже народами — итесо и карамоджонг. Оропом были встречены исследователями в небольших областях, рассеянных между рекой Теркуэлл, горами Хеморонгит и горой Элгон.
В качестве названия в литературе приводятся следующие этнонимы — oropom, iworopom, oworopom, oyoropom и oropoi. Общая численность не известна. О прежнем образе жизни тоже известно не много, преимущественно из устных свидетельств их самих, а также представителей соседних народов. Одно сообщение (Wilson (1970)) указывает, что они прежде говорили на неклассифицированном одноимённом языке.
Согласно Webster (1973) они первоначально жили рядом с горой Морото, от которой двигались на запад на равнину между горами Напак и Элгон, перед тем, как быть побеждёнными и рассеянными карамоджонг в 1830. Согласно Вильсону, люди, считающие себя оропом, были сконцентрированы в пределах области Карамоджа на территории округов Матенико и Джие, в меньшей степени — округа Бокора, некоторые также найдены среди народа тепес в горах Морото и Кадам. Другие были найдены в округе Пиан, прежде всего — в Лоренгедват. Группа, называемая сириква, найденная в районе Туркана, была идентифицирована Вильсоном тоже как представители оропом, но другие источники полагают, что они относятся к народу каленждин.
Согласно Вильсону, оропом характеризовались красно-коричневой кожей, узкими глазами и резко очерченными скулами, на основе чего он их отнёс к койсанским народам.
Они описаны в устной традиции карамоджонг как первоначальные жители области, которые были побеждены одними из кланов карамоджонг приблизительно в 1830 году у Качелиба (в настоящее время территория Кении), и затем — порабощены. Некоторые сбежали на восток и юг; несколько поселений оропом, как утверждают, оставались между Калечиба и Карта в 1927. Некоторые области не были затронуты этим сражением, и оропом оставались между Лолачат и Намалу в округе Пиан в районе Накаририпирит, и в области между горами Морото и Кадам. Предания народа дидинга из Южного Судана видимо также сохранили сведения о вытеснении «красных» людей, называемых аргит, которые были искусными гончарами.
Традиции оропом, как зарегистрировал Вильсон, утверждают, что они однажды занимали намного большую область: целый район Туркана до восточной части озера Туркана (Рудольф) называемой «Малималте», холмы Черангани на восток от озера Баринго, большую часть района Транс-Нзоя — значительную часть нынешней Кении; гору Элгон и весь суб-регион Тесо в Уганде; а также области Дидинга и Топосса в Судане.
Оропом утверждают, что раньше имели крепкие дома с тремя — четырьмя комнатами (в отличие от карамоджонг), большие сады, и крупный рогатый скот. Они также обладали репутацией хороших гончаров, и глиняная посуда, приписанная им найдена на всей прежней территории обитания. Однако, они не владели технологией плавки железа, и использовали каменные инструменты.
Женщины носили кожаную одежду и большие серьги, а волосы не сплетали в косы; мужчины носили только пояс стыдливости, и имели длинные косички. Оба пола носили много браслетов, и покрывали себя красной масляной краской на основе охры. Также, характерной особенностью была традиция ношения раковины каури, прикреплённой к чёлке по центру лба (для женщин), или зазубренной метки в центре лба (для мужчин). Обрезание не практиковалось.
Религиозные обряды, всегда проходили на восходе солнца, обычно на обнажениях скал. Иногда приносились животные в жертву. Некоторые обряды проводились исключительно старейшинами, в то время как другие были открыты для всех. Ритуальные торжества проводились внутри каменных кругов.